# Cantone di Lesparre-Médoc
Il Cantone di Lesparre-Médoc era una divisione amministrativa dell'arrondissement di Lesparre-Médoc.
A seguito della riforma approvata con decreto del 20 febbraio 2014, che ha avuto attuazione dopo le elezioni dipartimentali del 2015, è stato soppresso.

## Composizione
Comprendeva i comuni di:
- Bégadan
- Blaignan
- Civrac-en-Médoc
- Couquèques
- Gaillan-en-Médoc
- Lesparre-Médoc
- Naujac-sur-Mer
- Ordonnac
- Prignac-en-Médoc
- Queyrac
- Saint-Christoly-Médoc
- Saint-Germain-d'Esteuil
- Saint-Yzans-de-Médoc
- Valeyrac
- Vendays-Montalivet